# 다니엘 쿠장
다니엘 미셸 쿠장(프랑스어: Daniel Michel Cousin, 1977년 2월 7일 ~ )은 가봉의 전 프로 축구 선수로, 공격수로 활약했다.
그는 가봉 국가대표팀뿐만 아니라 마르키그, 샤무아 니오르, 르망, 랑스, 레인저스, 헐 시티, 라리사, 사핑에서 활약했다.
2019년 3월, 쿠장은 2018년 9월에 확정되었음에도 불구하고 가봉 국가대표팀 감독직을 수행하기로 공식적으로 계약했지만, 몇 주 후 프랑스 클럽 ES 포스쉬르메르의 감독으로 임명되기 전에 떠났다.

## 어린 시절
가봉 에스튀에르주 리브르빌에서 태어난 쿠장은 세 살 때 프랑스 마르세유로 이주했다.

## 구단 경력

### 랑스
2004년 여름, 그는 랑스에 입단했다. 랑스에 있는 동안, 그는 2005-06년 시즌과 2006-07년 시즌에 모두 UEFA 유로파리그에 참가하였고, 13경기에 출전하여 8골을 넣는 교체 출전했다. 그는 5경기에 선발 출전한 쿠장과의 UEFA 인터토토컵 대회에서 승리한 후, 3경기에 교체 출전하여 결승전에 1골을 포함하여 3골을 넣은 루마니아의 클루지와의 경기에서 3골을 넣으며 2005-06년 시즌에 진출했다.

### 레인저스
2007년 8월 9일, 쿠장은 글래스고에 위치한 머레이 파크에 도착하여 이적에 대한 계약 협상을 벌였고, 신고된 75만 파운드에 3년 계약을 맺었다. 그는 2007년 8월 11일, 2-0으로 이긴 세인트 미렌과의 홈 리그 경기에서 레인저스 데뷔 전 첫 골을 넣었고, 1주일 후, 폴커크와의 경기에서 첫 선발로 나서 두 골을 넣었다.
쿠장은 2007년 12월 12일, UEFA 챔피언스리그 리옹 전 이브록스에서 뛰었다. 레인저스는 쿠장이 전반전을 뛴 후 스티븐 네이스미스와 교체되어 들어가면서 3대 0으로 졌다. 2007년 11월, 그는 레인저스와의 이적과 연결되었고, 그는 2008년 1월에 떠날 수 있는 방출 조항을 현재 계약에 가지고 있는 것으로 알려졌다. 레인저스는 이것을 거부했지만, 구단은 2008년 여름 이적 기간 동안 3백만 파운드의 방출 조항이 있었다고 밝혔다.
2008년 1월 21일, 프리미어리그 팀 풀럼이 레인저스의 감독 월터 스미스에 의해 2백만 파운드의 입찰을 거절했다는 소식이 전해졌다. 다음날 풀럼의 3백만 파운드의 입찰은 방출 조항을 활성화시켰지만, FIFA 규정은 이 이적을 완료하기 위해 쿠장에게 특별한 분배가 필요하다는 것을 의미했다. 1월 29일, FIFA가 허가를 내주지 않았기 때문에 이적은 취소되었지만, 이후 FIFA가 이적에 대한 결정에 도달하지 못한 것으로 나타났다. 2월 29일, FIFA는 계약이 완료되는 것을 허용하지 않을 것이라고 발표했다.

### 헐 시티
2008년 9월 1일, 쿠장은 공개되지 않은 이적료에 3년 계약으로 잉글랜드 프리미어리그의 헐 시티와 계약을 맺었다. 쿠장은 2008년 9월 27일, 에미레이트 스타디움에서 열린 아스널과의 경기에서 헐 시티의 첫 골을 기록했다. 그의 헤딩골은 결정적인 골이었고, 헐 시티가 아스널과의 홈경기에서 2-1로 역사적인 승리를 거두도록 도왔다. 그는 맨체스터 시티의 홈경기에서 다시 득점하기 전에 올드 트래퍼드에서 열린 맨체스터 유나이티드와의 경기에서 4-3으로 패한 골을 기록했다. 2009년 9월 1일, 프리미어리그의 라이벌 번리와의 임대 계약이 무산되었다. 쿠장은 헐 시티 소속으로 33경기에서 총 5골을 기록했다.

## 국가대표팀 경력
쿠장은 2000년 1월 23일, 남아프리카 공화국과의 경기에서 가봉 국가대표팀 데뷔 전을 치렀다. 그는 2000년 아프리카 네이션스컵에서 가봉의 세 경기에 모두 참가했다. 2006년 9월 2일, 그는 국가대표팀의 주장으로 임명되었고, 마다가스카르와의 경기에서 4-0 승리를 이끌었다. 그는 카메룬과의 2010년 아프리카 네이션스컵에서 1-0으로 이긴 유일한 골을 넣었다.

## 감독 경력
2014년 9월 4일, 쿠장은 가봉 국가대표팀의 총감독으로 임명되었다. 2018년 9월, 그는 가봉 국가대표팀의 감독이 되었지만 , 2019년 3월에 떠났다.
2019년 5월 20일, 쿠장은 프랑스 클럽 ES 포스쉬르메르의 감독으로 임명되었지만, 그는 2019년 9월 30일에 해임되었다.
2020년 6월, 쿠장은 프랑스 클럽의 시니어 리저브에 U-18 공격 부문을 담당할 FC 코트블루의 기술 스태프로 합류했다.